# Kolešovice
Kolešovice település Csehországban, Rakovníki járásban. Kolešovice Pšovlky, Hořovičky, Hořesedly, Přílepy, Oráčov, Kněževes és Švihov településekkel határos. Lakosainak száma 832 fő (2024. január 1.).

## Népesség
A település lakosságának változását az alábbi diagram mutatja:
| Lakosok száma | 1591 | 2020 | 1743 | 973  | 927  | 852  | 824  | 824  | 817  | 832  |
|               | 1869 | 1890 | 1921 | 1950 | 1980 | 2001 | 2017 | 2019 | 2022 | 2024 |